# Most przechyłowy

Mechanizm mostu przechyłowego

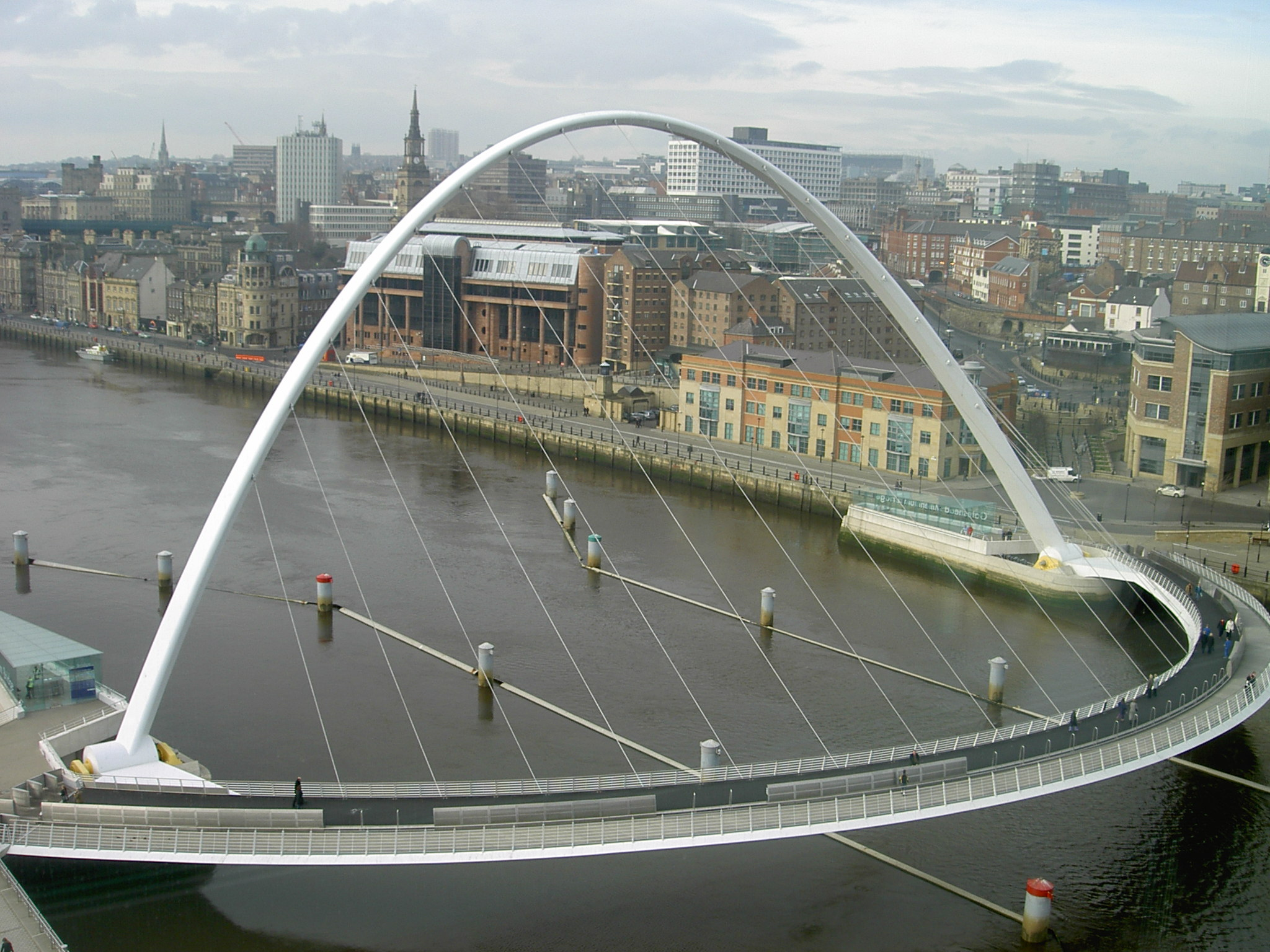
Gateshead Millennium Bridge, widok ogólny

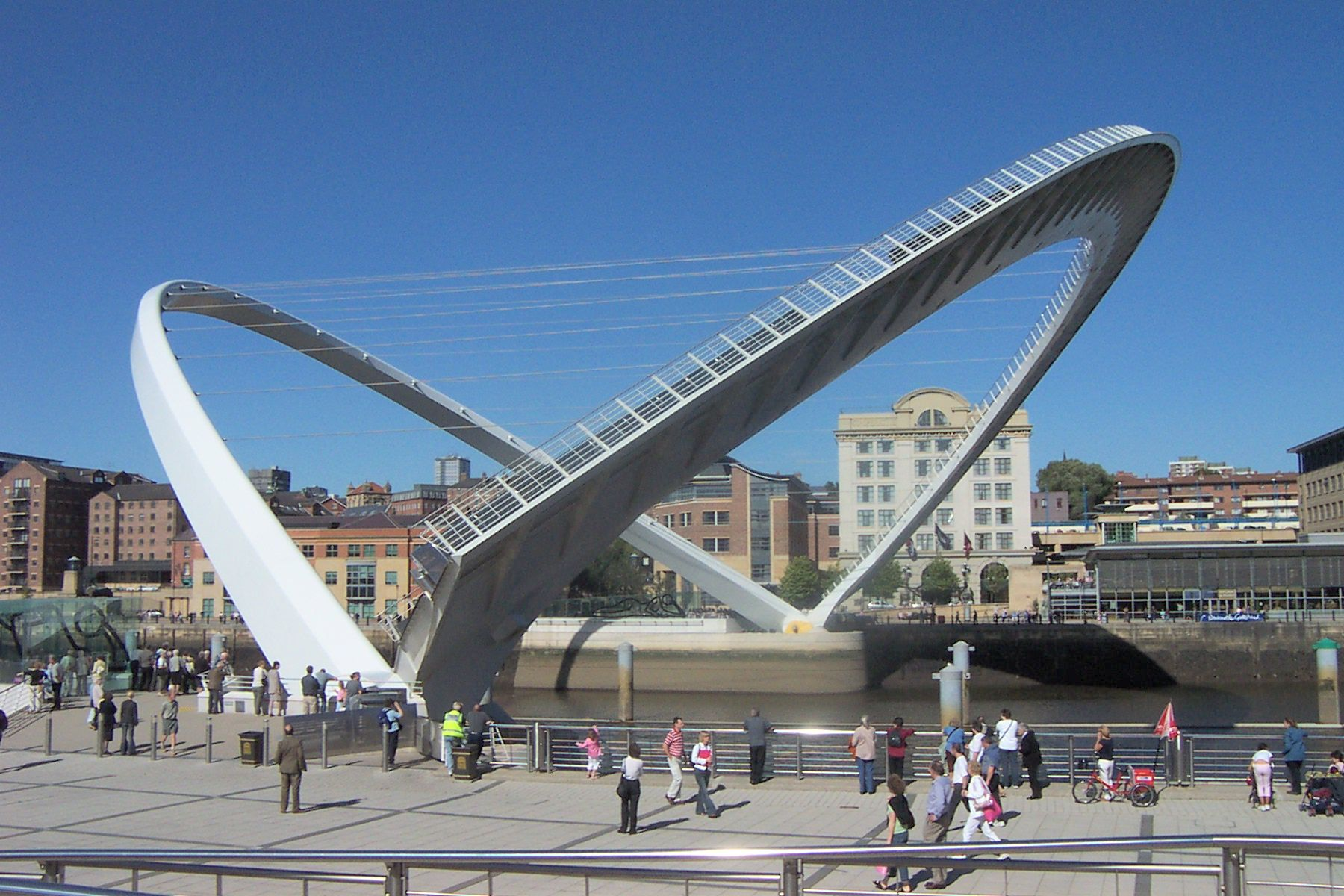
Gateshead Millennium Bridge, przechylony (otwarty)

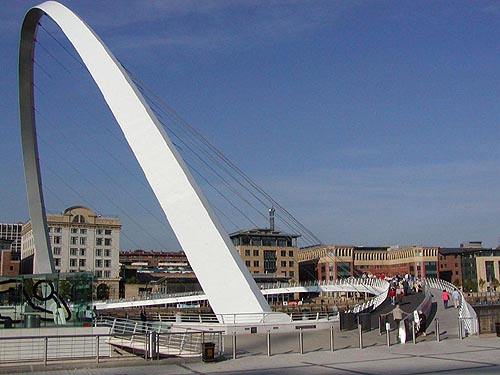
Gateshead Millennium Bridge, przybliżenie

Most przechyłowy – most ruchomy, który dzięki rozwiązaniom technicznym (np. pompy pneumatyczne) może zostać podniesiony poprzez jego przechylenie. Dzięki temu zapewnia prześwit umożliwiający przepłynięcie łodzi i innych jednostek pływających.
Przykładem mostu przechyłowego jest Gateshead Millennium Bridge, łączący angielskie miasta Newcastle i Gateshead.